# 阿德里安·曾兹
阿德里安·曾茲（又譯阿德里安‧岑茨，汉语名郑国恩，1974年—)，德国人，擁有英国劍橋大學的社会人类学博士學位，共產主義受難者紀念基金會的中国问题资深研究员。他因有关新疆再教育营和维吾尔族人口的研究报告而引发关注。

## 生平
郑国恩在奧克蘭大學獲得開發學碩士學位，之後他管理了一些中国的开发项目。后来他在剑桥大学获得了社會人類學博士学位，其博士论文主题是中国西部年轻藏族人的教育、工作机会和民族认同。他能说一口流利的汉语。
郑国恩曾在欧洲文化与神学学院担任社會研究方法学的讲师，并在那里指导博士生。2018年夏天，郑国恩移居美国。截至2021年，他担任共產主義受難者紀念基金會的中国问题高级研究员。郑国恩还是對華政策跨國議會聯盟的顾问。

## 工作

### 社会人类学

#### 新疆
自2016年起，郑国恩开始发表新疆地区维稳力量建设的研究报告。2018年2月，郑国恩用一系列政府招标文件、预算方案及其他文件找到再教育营，中国政府称是打击恐怖主义所需的职业培训中心。2018年5月，郑国恩在詹姆斯敦基金会出版的一份报告中估计，新疆再教育营关押的总人数大概在10万到接近百万之间，这个区间被广泛引用。2019年3月，郑国恩在日内瓦的联合国座谈会上给的一个更高的估值上限为150万人。
2020年6月29日，郑国恩发表研究报告称，新疆政府大规模的强迫维吾尔妇女进行绝育，将不愿遵从指示的维吾尔人关进再教育营，将之形容为对特定人种所实行的“人口灭绝”。2020年12月15日，郑国恩发表《新疆强迫劳动：劳动转移及动员少数民族摘获棉花》的报告，指出新疆在棉花生产领域存在大规模的强迫维吾尔族人劳动，劳工权利受到严重侵犯。
2021年3月，基于对南开大学中国财富经济研究院在2019年12月发布的《新疆和田地区维族劳动力转移就业扶贫工作报告》的分析，郑国恩在一份报告中指出，中国政府对新疆维吾尔族进行劳动力转移是为了「同化少数维族人员」与「减少维族在新疆地区的人口密度」。郑国恩估计有将近160万名维吾尔族的农村剩余劳工面临强迫劳动的风险。
2022年5月，郑国恩公开了据称是匿名黑客入侵新疆公安网络系统获取的大批关于新疆再教育营的内部文件，包括管理手册、入营者肖像照、讲话文件等。

#### 西藏
在剑桥大学攻读人类学博士学位期间，郑国恩对中国的少数民族政策深感兴趣，花了很多时间在西藏地区实地调查。他是《'Tibetanness' Under Threat?》一书的作者，该书研究了西藏的现代教育制度。在这本书中，他探讨了藏语专业学生的职业前景，以及拥有更大市场价值的汉语教育如何威胁藏族民族文化。
2020年9月，郑国恩发表题为《新疆军事化职业培训系统来到西藏》的报告，指出西藏从2019年和2020年开始借鉴新疆模式，对藏区“剩余劳动力”进行大规模系统化的“军事化培训”，目的是改造他们的“落后思想”，使其接受劳动纪律、法律和中文培训，并将这些人送往西藏自治区其他地区和以及中国的其它省份从事劳动。

### 神学
郑国恩是一位重生基督教徒，并表示自己從事的工作是「受到上帝的指引」。2012年，他与岳父马龙·西亚斯合著了一本重新审视《圣经》中的“时间终结”(end-times)的书，题为《Why All Believers Will Not Be Raptured Before the Tribulation》。

## 反应
郑国恩关于中国新疆人权方面的报告在欧美媒体报道中常被引用。德国的墨卡托中国研究所于2019年1月发布的一份分析报告称，郑国恩和其他人关于100万维吾尔人受到法外拘留的估计是“可信的，但不可避免地仍不精确”，并把郑国恩在2018年的研究作为“推广”上述数字的两项研究之一。法兰克福汇报认为郑国恩的研究为镇压提供了确凿证据，而此前只能透过传闻类证据得知镇压情况。但其报告涉及的当事方中国方面的主要反应是指责其报告为“谎言”、“诽谤”、“虚假信息”等。

### 中国政府
中国政府批评郑国恩和他关于新疆的研究。2020年9月2日，中华人民共和国外交部发言人华春莹在外交部例行记者会指责郑国恩“是美国情报机构操纵设立的“新疆教培中心研究课题组”骨干，以炮制涉疆谣言、诽谤中国为生”。中国外交部发言人赵立坚一再抨击郑国恩的宗教背景，郑国恩对德广联表示："他试图把我的学术研究同宗教狂热混为一谈。这明显是针对我的个人攻击，以便使我的研究成果失去可信度。毕竟我的研究成果让中国非常难堪。"
2021年2月4日中华人民共和国外交部发言人汪文斌在记者会上，指责郑国恩“热衷于炮制涉疆谣言，诽谤中国”。3月18日，新疆维吾尔自治区在外交部举办第五场涉疆问题新闻发布会。来自新疆的古丽波斯坦·如孜表示难以接受西方反华势力利用谣言给新疆“泼脏水”。她说，“维吾尔族有句谚语：‘向上抛石头，留心自己的头’。郑国恩你这个骗子，不要再当睁眼瞎，小心石头会砸中你的脑袋。”郑国恩对此从明尼苏达州打来的电话中回复称，中国政府针对他的运动「带有种绝望的味道，对待维吾尔族证人的攻击也变得越来越恶劣，已经特别令人感到恶心」。郑国恩总结说，制裁的经济压力，加上一些西方国家将中国的运动定义为种族灭绝，以及抵制将在中国举行的2022年冬奥会的呼声越来越高，导致对他的攻击也越来越多。
2021年3月22日，中国外交部发言人宣布，对包括郑国恩在内的的10名人员和4个实体实施制裁，称这些制裁对象“严重损害中方主权和利益、恶意传播谎言和虚假信息”。4月1日，华春莹在外交部例行记者会上发布一段由「住中國的Youtube用户，前英国媒体人巴里（Barrie）」所摄制的视频。在视频中，巴里根據一段Twitter上的對話，指控德國學者鄭國恩接受BBC佣金編造假新聞。BBC制片人随后提问质疑，指其负责与郑国恩有关的涉疆报道，从未见过视频中的人，“他为什么知道所谓BBC和郑国恩联系的情况呢”。华春莹回应称，BBC内部要做进一步调查，弄清楚“到底郑国恩的证据哪里来的”。

### 中国民间
有关郑国恩“共产主义受害者纪念基金会中国问题高级研究员”的身份，《环球时报》引述有关描述，称该基金会为“来自二十几个国家的新纳粹分子、法西斯分子和反犹太极端分子的庇护所”，指责郑以此身份开展研究，目的只是妖魔化社会主义的中国，谈不上什么学术立场。新疆师范大学历史与社会学院副教授苏闻宇称郑是“伪学者”。2021年3月23日，暨南大学传播与边疆治理研究院发布《“强迫劳动”还是“追求美好生活”? — 新疆工人内地务工情况调查》研究报告，报告调查了五家广东工厂和70位在粤的新疆少数民族务工人员。北晚新视觉认为，此报告“有力驳斥阿德里安·曾兹等人所谓‘研究报告’抹黑中国新疆的谎言”。
2021年3月，据新疆官方媒体天山网报道，新疆“部分企业和民众”在当地法院向郑国恩发起民事诉讼，指控郑国恩有关“强制劳动”的说法使得他们的声誉受损，导致部分国家和企业减少乃至停止自新疆进口棉花及棉花制品，使得新疆部分棉农、加工企业遭受较大经济损失。但美国之音报道被迫離開中國的北京維權律師陳建剛表示，起訴德國學者鄭國恩「是中共的決定，不過是拿一些企業來充當原告，對外發個信息而已。中共這樣操作其實是在對外發布一個信息，對外喊話，對於強迫勞動、大規模監禁等等來提出疑議。」同年4月2日，新疆维吾尔自治区喀什地区中级人民法院受理新疆莎车雄鹰纺织有限责任公司起诉郑国恩名誉权纠纷案件。新疆莎车雄鹰纺织有限责任公司指控“郑国恩撰文捏造、歪曲事实，污蔑企业‘强迫劳动’，严重损害了公司名誉，并给公司造成了严重的经济损失”。